# Agía Galíni
Agía Galíni (em grego: Αγία Γαλήνη; romaniz.: Ayía Galíni) é uma vila portuária da unidade regional de Retimno, no município de Agios Vasileios, na unidade municipal de Lampi que conta com uma população estimada de 1041 habitantes segundo censo de 2001. A cidade foi erigida em 1884 por habitantes de Melambes sobre as ruínas da cidade de Sulia ou Sulena, antiga cidade portuária que abrigou o porto da cidade de Sívritos. O explorador Cristóvão Buondelmonti visitou em 1415 a igreja de Galíni Cristo que foi erigida sob as ruínas de um templo grego dedicado a deusa Ártemis que era a divindade cultuada na cidade.
Sulia foi relacionada com o mito da fuga de Dédalo e Ícaro que haviam sido aprisionados pelo rei Minos, tendo eles passado pelo local antes de partirem. A cidade floresceu até sua destruição em 640 nas mãos dos piratas sarracenos, no entanto, voltou a florescer durante a ocupação veneziana e, mais tarde, seu porto foi usado por muitas vezes para reabastecimento durante os levantes contra os turcos e também para a exportação de azeite e outros produtos do sul da ilha.